# Rm w/a Vu
Rm w/a Vu (diminutivo de Room with a View) conocido en América Latina como Un apartamento con vista es el quinto episodio de la primera temporada de la serie de televisión estadounidense Angel.

## Argumento
Cansada de vivir como una pobre en su apartamento de mala calidad y sin poder triunfar aun como una actriz excelsa, una desesperada Cordelia se muda a la casa de Ángel para el descontento del vampiro que se ve obligado a tolerarle todos sus malos hábitos.
Mientras tanto, Doyle es interceptado por un demonio llamado Griff dispuesto a cobrarle el dinero que le debe. Doyle logra escapar a duras cuestas de su cobrador y trata de mantenerlo en secreto de su jefe, que acaba por descubrirlo por su cuenta. Ángel hace un trato con Doyle donde se compromete ayudarlo a resolver sus problemas a cambio de conseguirle a Cordelia su tan soñado apartamento.
Cumpliendo su parte del trato, Ángel persuade a Griff de darle un plazo a la deuda de Doyle. Mientras por otro lado Doyle le consigue a Cordelia un apartamento que la misma considera "perfecto", aunque con un pequeño inconveniente: está encantado por el fantasma de una anciana que parece odiar a Cordelia.
Decidida a proteger su más grande logro, Cordelia trata de ocultarle a sus amigos la presencia en su apartamento pero no lo consigue. Doyle sugiere que se realice un ritual para ayudar al fantasma a descasar. Con ayuda de Kate, Angel descubre que el apartamento está encantado por el fantasma de Maude Pearson que murió misteriosamente el mismo día que su hijo desapareció, con quien tenía muchos problemas por su prometida: Cordelia Chase.
Sacando conclusiones Angel cree que Maude Pearson está atrapada en el apartamento porque fue asesinada por su propio hijo y llama a Doyle para reunirse y realizar un ritual que ponga a descansa a la fantasma. Sin embargo las cosas se complican cuando Cordelia casi muere ahorcada por la fantasma de Maude, dejándola severamente traumatizada y por la repentina aparición de Griff junto con otros dos secuaces para matar a Doyle.
Doyle y Ángel realizan el ritual mientras luchan por sus vidas contra Griff y sus hombres. Cordelia vuelve a ser atormentada por Maude quien trata de matarla de nuevo y la llama "bruja". Al oír el insulto Cordelia vuelve en si y se enfrenta a la fantasma aunque no logra expulsarla. Griff y sus secuaces son derrotados y Cordelia cae en una especie de posesión que la hace destruir una pared donde encuentra el cadáver de Dennis Pearson. Este acto provoca que el equipo de investigaciones Ángel contemplen lo que realmente sucedió la noche que Maude murió: En la visión fue Maude quien mató a Dennis al aprisionarlo tras una pared de ladrillos después de que el muchacho se decidiera por escapar con Cordelia.
El enfurecido espíritu de Dennis, libre por fin, ataca a su madre expulsándola por siempre del apartamento y esfumándose en el aire. Al quedar libre de sus deudas Doyle le promete a Ángel mejorar su estilo de vida. Por otro lado Cordelia con su apartamento finalmente como lo quería se pone en contacto con su amiga Aura para enterarse de lo último que ha pasado en Sunnydale y se revela que Dennis sigue en el apartamento como una presencia que Cordelia acepta y lo llama "compañero de cuarto".

## Elenco

### Principal
- David Boreanaz como Angel.
- Charisma Carpenter como Cordelia Chase.
- Glenn Quinn como Allen Francis Doyle.

### Secundario
- Elisabeth Röhm como Kate Lockley.
- Beth Grant como Maude Pearson.
- Marcus Redmond como Griff.
- Denny Pierce como Vic.
- Greg Collins como Keith.
- Corey Klemow como el joven.
- Lara McGrath como el gerente.
- B.J. Porter como Dennis Pearson.

## Detalles de la producción

### Actuaciones
El actor Marcus Redmond hace su debut por primera vez en la serie Angel como el demonio Griff. Pero en el episodio The Ring vuelve aparecer nuevamente como un demonio de las luchas debido a que su personaje Griff no sobrevive.

### Redacción
La escritora Jane Espenson escribió el título del episodio para parecerse al de una etiqueta. Incluso consideró llamarlo Re: Léase como un posible título.

### Continuidad
Aura la amiga de Cordelia que hizo su único debut en el inicio de la serie Buffy la cazavampiros como la chica que descubre a un muchacho muerto en su casillero es mencionada por primera y única vez en la serie.
Cuando Doyle se muestra interesado en el semi quemado diploma de Cordelia, la misma le responde: "Sí, fue una gran ceremonia". Haciendo referencia a la batalla liderada por los graduados de la secundaria Sunnydale contra el alcalde Richard Wilkins.

## Recepción y espectadores
Charisma Carpenter agregó este episodio como uno de sus favoritos. La decimoprimera hora alabó el episodio, exclamando que Jane Espenson escribió "una obvia pieza maestra" al darle al personaje Doyle un rol activo en el argumento y por interpretar la constante lucha de angel con la ocupación de cordelia para un alivio cómico.